# Петар Јоксимовић (устаник)
Петар Јоксимовић, (друга половина 18 + друга половина 19 вијека ), рођен у Драгачеву, на планини Јелици у селу Горачићи. Тежак. Рано узима учешће у српским устанцима. Истакао се у Првом и Другом српском устанку,  код Карађорђа Петровића  и код Милоша Обреновића, као и у Хаџи Продановој буни.
Храбар, упадао је сам у турске буљуке, убијао их, разоружаво  и робио. Његова јунаштва су опјевана и описана, а заробљено турско оружје и цијев његове пушке чувају се у Народном музеју у Чачку.

## Учесници  у Хаџи  Продановој буни
…1814. године, 26. септембра, у Трнави код Чачка планула је Хаџи Проданова буна, која је убрзо захватила и околна села, а посебно драгачевске Горачиће, а потом се преселила и у Шумадију. Логичан је наставак Првог српског устанка (1804-1813), који је у крви угушен, а постустанични месеци били су у знаку турског терора, оличеног у поступцима злогласног новопостављеног чачанског муселима Латаиф-аге. 
Неки историчари су ову буну називали другим српским устаником, а трећи би био онај под вођством Милоша Обреновића. ..
Имена свих учесника су непозната, као и подаци о онима који су тада сачували живу главу, а могли би се, по годинама које су имали, прибројати у бунџије: ту су поред Богосав Петковић (син војводе Новака Бошковић-Петковића), Петар Јоксимовић, Веселин Поповић, Ђорђе Веселиновић, Илија Главоња, Павлић Јањић, Ђорђе Главоња, Стојко Главоња, Милован Ружичић, Милисав Алибић, Никола Ружичић, Петар Главоња, Гаврило Ружичић, свештеник Димитрије Недељковић-Јањић, Милосав Албић, свештеник Давид Милићевић-Петковић, најпознатији међу њима је свакако Ђакон Авакум , младић са Козаре који  је претходно погубљен, па набијен на колац. (1962.г канонизован за Свеца)…Била је то херојска борба.

## Натпис на  крајпуташу Петру Јоксимовићу у Горчићима
| „ | Овде почива раб божи Петар Јоксимовић, житељ села Горачића, који је ратовааоса Карађорђем у првом устанку 1804.г. и у свим ратовима учествовао све до 1813.г. када је Србија од Турака пропала, а он је из шанца на Делиграду искочијо и кроз турски ланац пробијо те се опет спасијо па је 1815.г. са Милошем Обреновићем и осталим војводама на Чачку Турке надбили и узпут терајући млого Турака до Белице потукао и доста оружја од Турака заробијо, које и данас стоји.“ | ” |

Заробљено Турско  оружје и цијев Петрове пушке се чувају у Народном музеју у Чачку.